# Wippra
Wippra è una frazione del comune tedesco di Sangerhausen, nel Land della Sassonia-Anhalt.
Fino al 31 dicembre 2007 ha costituito un comune autonomo.